# Château d'Almansa
Le château d'Almansa est un château situé dans la ville homonyme, dans la communauté autonome de Castille-La Manche en Espagne. Il est classé bien d'intérêt culturel depuis 1921.
Il est situé sur un piton rocheux autour duquel la ville s'est constituée au fil de son histoire, avec des rues circulaires.

## Protection
Le château fait l’objet d’un classement en Espagne au titre de bien d'intérêt culturel depuis le 2 février 1921.

### Source
- (es) Cet article est partiellement ou en totalité issu de l’article de Wikipédia en espagnol intitulé « Castillo de Almansa » (voir la liste des auteurs).